# Responder-Klasse

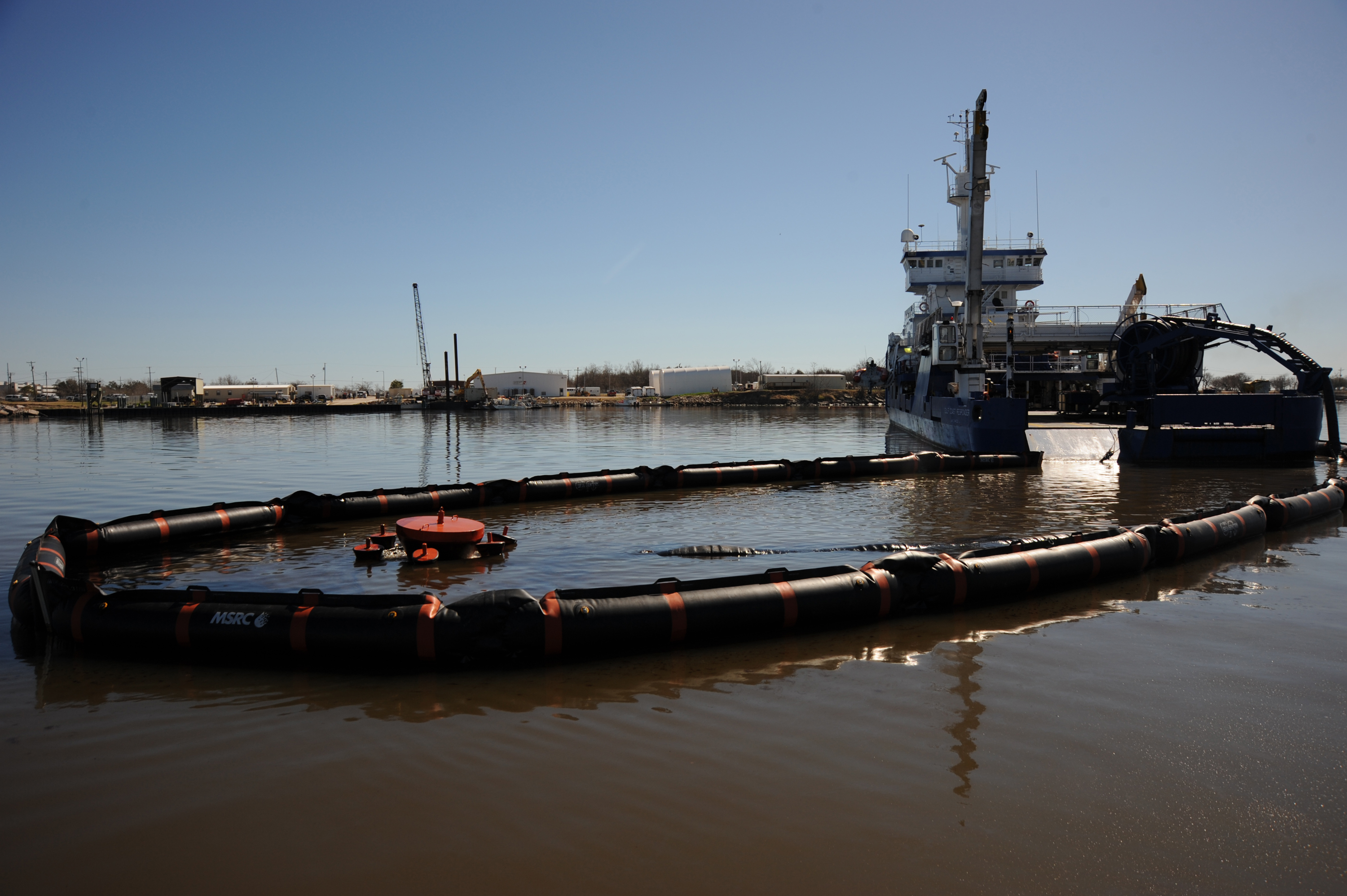
Gulf Coast Responder mit ausgebrachtem Gerät (Ölsperre und Skimmer).

Die Responder-Klasse ist eine Serie von Ölbekämpfungsschiffen, die von 1992 bis 1993 für die Marine Spill Response Corporation (MSRC), der größten Ölunfallbekämpfungsorganisation der Vereinigten Staaten, in Dienst gestellt wurden.

## Allgemeines
Nach dem Oil Pollution Act of 1990 wurden diese Schiffe für die Bekämpfung von Ölverschmutzungen in Küstengewässern und auf Hoher See konzipiert. Sie können auch als On-Scene-Coordinator für die Bekämpfungsmaßnahmen eingesetzt werden.
Die Ausstattung umfasst ein Beiboot zum Ausbringen der mitgeführten Ölsperre, einen Skimmer, zwei Abscheider, eine Aufnahmekapazität von 4000 Barrel sowie eine Hubschrauberplattform. Die Besatzungsstärke variiert, je nach Einsatz, zwischen 6 und 38 Personen und die Seeausdauer beträgt bis zu einem Monat.

## Schiffe
Um die hohe Stückzahl schnell zu erreichen, wurden die Schiffe zeitgleich auf verschiedenen Werften gebaut. Einige Einheiten wurden bereits verkauft und zum Teil umgebaut:
- Die Maine Responder wird seit 2021 als Lotsenstationsschiff New York eingesetzt.[1]
- Die New Jersey Responder verlegt und wartet seit 2023 als Point Nemo Messstationen für das Pacific Tsunami Warning Center.[2]

Folgende Schiffe sind bekannt:
| Bauname              | IMO     | Baujahr | Umbenennungen                                          |
| -------------------- | ------- | ------- | ------------------------------------------------------ |
| Washington Responder | 9043835 | 1992    | 2000 → W.C. Park Responder, 2025 → Melissa C           |
| Florida Responder    | 9043847 | 1993    |                                                        |
| Virginia Responder   | 9043859 | 1993    | 2011 → Deep Blue Responder, 2017 → S.T. Benz Responder |
| Delaware Responder   | 9043861 | 1993    | 2023 → Northstar Responder                             |
| California Responder | 9043873 | 1992    | 2022 → Seaward Explorer                                |
| Pacific Responder    | 9043885 | 1992    | 2022 → Seaward Endeavor                                |
| Hawaii Responder     | 9043897 | 1993    |                                                        |
| Maine Responder      | 9043902 | 1993    | 2020 → New York                                        |
| New Jersey Responder | 9043914 | 1993    | 2023 → Point Nemo                                      |
| Caribbean Responder  | 9043926 | 1992    | 2004 → Manola Responder, 2020 →Oasis VI, 2020 → Sophia |
| Oregon Responder     | 9043938 | 1993    | 2023 → Swift Responder                                 |
| Georgia Responder    | 9043940 | 1993    | 2006 → Southern Responder                              |
| Gulf Coast Responder | 9044645 | 1993    | 2025 → OAG Responder                                   |
| Louisiana Responder  | 9044657 | 1993    |                                                        |
| Texas Responder      | 9044669 | 1993    |                                                        |
| Lone Star Responder  | 9044671 | 1993    | 1999 → Mississippi Responder                           |